# Filipe Relvas
Filipe Bem Relvas Vito Oliveira, meglio noto come Filipe Relvas (Espinho, 20 settembre 1999), è un calciatore portoghese, difensore dell'AEK Atene.

## Carriera
Cresciuto nei settori giovanili di Espinho e Feirense, nel 2019 viene acquistato dal Pedras Rubras con cui debutta nel Campeonato de Portugal il 18 agosto in occasione dell'incontro perso 1-0 contro il Lusitânia.
Nel 2020 si trasferisce al Portimonense.
Nel 2025 va a giocare all'AEK Atene, club della prima divisione greca.

## Statistiche

### Presenze e reti nei club
Statistiche aggiornate al 1º marzo 2025.
| Stagione            | Squadra             | Campionato          | Campionato | Campionato | Coppe nazionali | Coppe nazionali | Coppe nazionali | Coppe continentali | Coppe continentali | Coppe continentali | Altre coppe | Altre coppe | Altre coppe | Totale | Totale |
| Stagione            | Squadra             | Comp                | Pres       | Reti       | Comp            | Pres            | Reti            | Comp               | Pres               | Reti               | Comp        | Pres        | Reti        | Pres   | Reti   |
| ------------------- | ------------------- | ------------------- | ---------- | ---------- | --------------- | --------------- | --------------- | ------------------ | ------------------ | ------------------ | ----------- | ----------- | ----------- | ------ | ------ |
| 2019-2020           | Pedras Rubras       | CdP                 | 25         | 1          | CP              | 1               | 0               | -                  | -                  | -                  | -           | -           | -           | 26     | 1      |
| 2021-2022           | Portimonense        | PL                  | 24         | 0          | CP+CdL          | 3+1             | 0               | -                  | -                  | -                  | -           | -           | -           | 28     | 0      |
| 2022-2023           | Portimonense        | PL                  | 33         | 0          | CP+CdL          | 1+3             | 0               | -                  | -                  | -                  | -           | -           | -           | 37     | 0      |
| 2023-2024           | Portimonense        | PL                  | 32+1       | 2          | CP+CdL          | 2+2             | 1+0             | -                  | -                  | -                  | -           | -           | -           | 37     | 3      |
| 2024-gen. 2025      | Portimonense        | SL                  | 17         | 0          | CP+CdL          | 1+0             | 0               | -                  | -                  | -                  | -           | -           | -           | 18     | 0      |
| Totale Portimonense | Totale Portimonense | Totale Portimonense | 106+1      | 2          |                 | 13              | 1               |                    | -                  | -                  |             | -           | -           | 120    | 3      |
| feb.-giu. 2025      | Vitória Guimarães   | PL                  | 2          | 0          | CP+CdL          | -               | -               | UECL               | -                  | -                  | -           | -           | -           | 2      | 0      |
| Totale carriera     | Totale carriera     | Totale carriera     | 134        | 3          |                 | 14              | 1               |                    | -                  | -                  |             | -           | -           | 148    | 4      |